# The Settlers (jeu vidéo)
Ne doit pas être confondu avec « The Settlers » pour Nintendo DS, qui désigne en réalité « The Settlers II », ni avec les versions pour iPhone et iPod touch, qui désignent « The Settlers IV »
The Settlers (Die Siedler en version originale) est un jeu vidéo de gestion de type city-builder développé et publié par Blue Byte Software en Europe en 1993 sur Amiga puis en 1994 sur PC. En Amérique du Nord, il est publié par Strategic Simulations sous le titre Serf City: Life is Feudal. Il est le premier jeu de la série The Settlers. Il se déroule dans un monde fictif d’inspiration médiévale dans lequel le joueur, par l’intermédiaire d’une interface graphique en pointer-et-cliquer, doit développer l’économie d’une colonie afin de produire des unités militaires pour conquérir les territoires ennemis, jusqu’à contrôler la totalité de la carte. Pour cela, le joueur doit gérer les habitants de sa colonie afin de collecter des ressources, de les transformer et de construire des bâtiments. Il propose deux modes de jeu. Le premier propose une série d’une cinquantaine de missions de difficulté croissante dans lesquelles le joueur affronte des ennemis contrôlés par l’ordinateur. Le second propose des scénarios individuels dans lesquels le joueur affronte un ou des ennemis contrôlés par l’ordinateur, d’autres joueurs ou une combinaison des deux.
Le jeu est conçu par Volker Wertich qui l’imagine initialement comme un god game standard, dans la lignée de Populous. Il fait cependant évoluer son concept au cours du développement. Pour le différencier des autres titres disponibles à l’époque, il décide en effet de créer un jeu capable de simuler un système économique complexe dont le gameplay est construit autour de la loi de l’offre et demande. Développer un tel programme se révèle cependant complexe. Volker Wertich consacre ainsi une année à son code source avant de commencer à travailler sur ses graphismes et le développement prend au total plus de deux ans.
À sa sortie, le jeu est salué par la presse spécialisée, notamment dans sa version sur Amiga, qui fait notamment l’éloge de son système économique complexe et de l’interdépendance entre ses différents types de bâtiments, mais aussi de ses graphisme et de ses effets sonores. Si certaines critiques le considère comme un god game, et le compare favorablement à Populous, d’autres le voient comme un city-builder qu’ils comparent à SimCity, ou comme un nouveau type de jeu vidéo, combinant des éléments de ces derniers. Rétrospectivement, il est généralement considéré comme un des meilleurs jeux publié sur Amiga. Il est également un important succès commercial qui, avec plus de 400 000 copies vendues dans le monde, dépasse largement les espérances de Blue Byte Software. Il marque enfin le début de la série The Settlers qui devient une des franchises phares du studio.

## Présentation
The Settlers place le joueur à la tête d'un domaine, dont il définit les orientations générales, alors que les individus restent « libres » de leurs mouvements. Le rythme du jeu est assez lent : des heures peuvent s'écouler pour une simple partie. La victoire s'obtient en réalisant un objectif défini (obtention d'une certaine quantité de matière première, de population ou de superficie) et les seuls obstacles sont le terrain parfois peu favorable, les ressources naturelles parfois rares, et les autres concurrents…
The Settlers fut le premier jeu du genre à gérer l'exploitation et l'utilisation des ressources naturelles[réf. souhaitée]. Le joueur doit décider d'exploiter les ressources naturelles disponibles pour construire de nouveaux bâtiments ou les raffiner en de nouvelles matières premières. Ainsi, pour obtenir une ressource d'acier, il sera nécessaire de posséder une mine de charbon, une mine de fer et une fonderie, ainsi que de la main d'œuvre pour travailler dans chacun de ces endroits ; cette ressource d'acier permettra ensuite de réaliser des armes à la forge ou des outils à l'atelier.
La conquête de nouveaux territoires s'effectue soit en construisant des bâtiments militaires (tours, châteaux…), soit en capturant des édifices militaires adverses. Les assauts se décident en cliquant un bâtiment militaire ennemi ; les soldats les plus proches se ruent alors à la bataille et les combats sont gérés automatiquement.

## Système de jeu
The Settlers est un jeu de gestion de type city-builder dans lequel le joueur, par l’intermédiaire d’une interface graphique en pointer-et-cliquer, doit développer l’économie d’une colonie afin de produire des unités militaires pour conquérir les territoires ennemis, jusqu’à contrôler la totalité de la carte. Pour cela, le joueur doit gérer les habitants de sa colonie afin de collecter des ressources, de les transformer et de construire des bâtiments. Il propose deux modes de jeu. Le premier propose une série d’une cinquantaine de missions de difficulté croissante dans lesquelles le joueur affronte des ennemis contrôlés par l’ordinateur. Le second propose des scénarios individuels, joué sur des cartes prédéfinies ou générées aléatoirement, dans des conditions définies par le joueur. Ce dernier peut ainsi sélectionner le nombre de faction (entre deux et quatre) et le chef de chacune d’elles parmi les dix présents dans le jeu, qui ont chacun leur caractère propre. Il peut également ajuster la quantité de ressources disponible pour chaque faction au début de la partie, régler l’intelligence des colons et des chevaliers et déterminer la vitesse de production des objets pour chacune des factions. Les parties qui impliquent deux joueurs sont jouées en écran divisé, le deuxième joueur jouant avec la souris sur le même ordinateur que le premier. Les deux joueurs peuvent faire équipe et affronter une ou deux factions contrôlées par l’ordinateur, ou s’affronter.
Quel que soit le mode de jeu, une partie commence de la même manière. L’écran affiche une portion de la carte sur laquelle le joueur doit construire son château afin de créer sa colonie. Le gameplay est ensuite centré autour de colons qui transportent les matières premières, les outils et les produits et qui s’occupent des différents bâtiments,. Lorsque le joueur construit un bâtiment, un colon émerge automatiquement du château pour venir s’en occuper. Avec le développement de la colonie, le château atteint éventuellement son quota de colons et le joueur doit alors construire un entrepôt pour en générer de nouveaux. Le joueur ne dirige pas directement ses colons. A la place, il donne des ordres génériques – comme ordonner la construction d’un bâtiment – et le programme gère automatiquement la délégation des tâches vers les colons. Pour transporter des matières premières et des produits, les colons doivent emprunter des routes et l’un des principaux mécanismes du jeu concerne donc la construction d’un réseau de route optimisé. Pour construire une route, le joueur doit d’abord placer un drapeau sur la carte, puis la construire manuellement en suivant des indications à l’écran sur le meilleur chemin à suivre. Une fois que la route relie deux drapeaux et est donc terminée, un colon vient automatiquement s’y positionner. Ces drapeaux ne peuvent être placé qu’a une certaine distance l’un de l’autre et servent de plate-forme de correspondance : un colon transport ainsi un objet d’un drapeau à un autre, le dépose, puis le colon suivant sur la route transporte l’objet jusqu’au drapeau suivant, ce qui permet au précédent colon de transporter un nouvel objet,. Plus une route compte de drapeaux, plus nombreux sont les colons à opérer sur celle-ci, ce qui réduit la distance que doit parcourir les colons à chaque trajet, et donc le temps de transport des objets.

## Développement
The Settlers est conçu et programmé par Volker Wertich. Pour le concevoir, il s’inspire au départ de jeux comme Little Computer People, Populous et SimCity avec l’idée de créer un jeu dans la lignée des god games. Il fait cependant évoluer son concept au cours du développement. Pour le différencier des autres titres disponibles à l’époque, il abandonne en effet son concept initial pour se focaliser sur la création d’un jeu capable de simuler un système économique complexe dont le gameplay est construit autour de la loi de l’offre et de la demande. La principale innovation qu’il introduit dans The Settlers afin d’atteindre cet objectif concerne la manière dont le jeu gère les matières premières. En effet, dans la plupart des autres jeux du genre, ces matières premières sont mises à disposition du joueur sans que celui-ci ait grand-chose à faire pour les produire. Dans The Settlers, il rend au contraire le joueur responsable de la mise en place et du suivi de toutes les étapes de la chaine de production, de la collecte des matières à leur transformation. Ainsi, pour créer une arme, le joueur a besoin de matières premières comme le minerai de fer et le charbon qui doivent être extraits de mines par des mineurs, qui doivent donc être nourris. Pour cela, le joueur doit donc produire du pain, ce qui nécessite de construire une ferme pour produire du grain, un moulin pour le transformer en farine et un puits pour produire l’eau devant être mélanger à celle-ci pour produire du pain.
Développer un tel programme se révèle cependant loin d’être simple et le processus nécessite finalement plus de deux ans, dont une grande partie consacrée à « apprendre à l’ordinateur les aspects fondamentaux de la gestion d’un système économique ». Volker Wertich consacre ainsi une année à sa programmation, écrivant alors plus de 70 000 lignes de code, avant de commencer à travailler sur ses graphismes. Son plus grand défi concerne la programmation d’un système capable de simuler de manière réaliste la loi d’offre et de demande qui, une fois les bâtiments construit, est géré presque intégralement sans intervention du joueur. Volker Wertich explique ainsi que si un moulin se trouve près d’une ferme, le programme doit vérifier si le meunier est capable de moudre le grain. S’il ne l’est pas, il doit gérer le transport du grain à un autre moulin, ce qui peut poser des problèmes de recherche de chemin en fonction de l’encombrement des différentes routes. D’après lui, le programme doit ainsi géré tout ce que le joueur ne gère pas lui-même et doit donc disposer d’une intelligence artificielle capable de réaliser cette tâche à la place du joueur, mais également de contrôler les adversaires qu’affronte le joueur dans les parties contre l’ordinateur.
Le nombre d'actions possible en simultané à l'écran dépendait du modèle d'Amiga utilisé, avec une limite maximale de colons différente par machine. Un Amiga 500 et son processeur motorola 68000 pouvait supporter jusqu'à 8000 colons alors qu'un Amiga 1200 équipé d'un motorola 68020 pouvait en supporter 16 000 et avec un ajout de mémoire fast, ce chiffre pouvait monter jusqu'à 64 000
.

## Accueil
| The Settlers          |      |       |
| Média                 | Pays | Notes |
| Amiga Computing       | GB   | 93 %  |
| Amiga Format          | GB   | 94 %  |
| Amiga Power           | GB   | 88 %  |
| Computer Gaming World | US   | 4/5   |
| Gen4                  | FR   | 91 %  |
| Joystick              | FR   | 92 %  |
| PC Gamer US           | US   | 75 %  |
| The One               | GB   | 90 %  |

Avec 215 000 copies vendues en juin 1996, The Settlers est un succès commercial qui dépasse largement les espérances de Blue Byte Software. En mai 1998, il dépasse les 400 000 exemplaires vendus dans le monde.

## La saga
Depuis sa création, la série s'est divisée en une partie « évolution », dans lequel le gameplay a évolué vers le STR et s'est rendu accessible au plus grand nombre, et une partie « tradition », où le gameplay reste proche des premiers opus et des fans.
- The Settlers (1993, Amiga & PC (DOS))
- The Settlers II: Veni, Vidi, Vici (1996, PC (DOS), Macintosh)
  - Extension The Settlers II Mission CD
  - Réunion de The Settlers II: Veni, Vidi, Vici et de The Settlers II Mission CD avec The Settlers II: Gold Édition (1997, PC (DOS) & Nintendo DS)
  - The Settlers II 10th Anniversary (2006, Windows)
  - Extension The Settlers II: 10-Lecie - Vikingowie (2006, Windows) (versions polonaises, tchèques, allemandes et russes seulement)
- Widelands, un clone open source reprenant exactement le gameplay de The Settlers II
- The Settlers III (1998, Windows)
  - Extension The Settlers III Mission CD
  - Extension The Settlers III: Quest Of The Amazons
  - The Settlers III: Gold Edition (1999, Windows)
- The Settlers IV (2001, Windows & iPhone)
  - Extension The Settlers IV Mission CD
  - Extension The Settlers IV: The Trojans and the Elixir of Power
  - Extension Die Siedler IV: Die Neue Welt (The Settlers IV: The New World, seulement disponible en allemand)
  - Extension Die Siedler IV: Große Feldzüge (The Settlers IV: Community Pack, seulement disponible en allemand)
  - The Settlers IV: Gold Edition (2002, Windows)
  - The Settlers: Platin Edition (2003, Windows)
- The Settlers : L'Héritage des Rois  (2004, Windows)
  - Extension The Settlers: Heritage of Kings - Expansion Disk
  - Extension The Settlers: Heritage of Kings - Legends Expansion Disk
  - The Settlers: Narodziny Kultur (2008, Windows) (versions polonaises, tchèques, allemandes et russes seulement)
- The Settlers VI : Bâtisseurs d'empire (2007, Windows)
  - Extension The Settlers : Bâtisseurs d'Empire - Le Royaume de l'Est (2008, Windows)
- The Settlers 7 : À l'aube d'un nouveau royaume (2010, Windows/Mac)
- The Settlers Online[20]
- The Settlers : Les Royaumes d'Anteria (annulé et remplacé par Champions of Anteria, indépendant de la série)[21],[22]